# Krupa (Obrovac)
Pour les articles homonymes, voir Krupa.
Krupa est un village de la municipalité de Obrovac (Comitat de Zadar) en Croatie. Au recensement de 2011, la ville comptait 127 habitants.